# 叶继元
叶继元（1955年12月—），男，安徽太平人，生于江苏南京，中国图书馆学家，南京大学教授、博士生导师，曾任国务院学位委员会学科评议组成员。